# 萊奧瓦區
萊奧瓦區 （羅馬尼亞語：Leova）是摩爾多瓦西部的一個區，西鄰羅馬尼亞，面積775平方公里，首府萊奧瓦。2004年人口51,056人，當中大部分是摩爾多瓦人（85.5％），其次是保加利亞人（7.5％）、烏克蘭人（2.4％）、俄羅斯人（2.3％）、羅馬尼亞人（0.9%）和加告茲人（0.8%）。